# Kỳ họp thứ 34 của UNESCO
Dưới đây là tên các di sản thế giới được công nhận trong kỳ họp thứ 34 của UNESCO từ 25 tháng 7 đến 3 tháng 8 năm 2010, tại Brasilia (gồm 15 di sản căn hóa, 5 di sản thiên nhiên và 1 di sản hỗn hợp):
1. Các công trình lịch sử tại Đăng Phong (di sản văn hóa), Trung Quốc (Historic Monuments of Dengfeng, China)
2. Khu di tích trung tâm Hoàng thành Thăng Long (di sản văn hóa), Việt Nam (Thang Long Imperial City, Vietnam)
3. Khu vực bảo tồn hải dương quốc gia Papahānaumokuākea (di sản hỗn hợp, Mỹ (Papahānaumokuākea Marine National Monument, USA)
4. Hai ngôi làng lịch sử Yangdong và Hahoe: bao gồm: Làng dân gian Yangdong và Làng dân gian Hahoe (di sản văn hóa), Hàn Quốc (Historic Villages of Korea: Hahoe and Yangdong, South Korea)
5. Khu vực bảo tồn quần đảo Phượng Hoàng (di sản thiên nhiên), Kiribati (Phoenix Islands Protected Area, Kiribati)
6. Đài thiên văn Jantar Mantar (di sản văn hóa), Ấn Độ (Jantar Mantar Observatory, India)
7. Những đỉnh núi và những đài vòng của hòn đảo Réunion (di sản thiên nhiên), Pháp (Pitons, Cirques and Remparts of the Réunion Island)
8. Một loạt các nhà tù được Anh xây vào khoảng thế kỷ XVIII-XIX (di sản văn hóa) ở Úc (Australian Convict Sites, Australia)
9. Chợ Tabriz (di sản văn hóa), Iran (Tabriz Historical Bazaar Complex, Islamic Republic of Iran)
10. Thành phố theo đạo Tin lành của Albi (di sản văn hóa), Pháp (Episcopal City of Albi, France)
11. Những hang động tiền sử của Yagul và Mitla ở Thung lũng Trung tâm Oaxaca (di sản văn hóa), México (Pre-Historic Caves of Yagul and Mitla in the Central Valley of Oaxaca, México)
12. Khu thử nghiệm hạt nhân trên Đảo san hô vòng Bikini (di sản văn hóa), Quần đảo Marshall (Nuclear Test Site - Bikini Atoll, Marshall Islands)
13. Những kênh đào được đào khoảng thế kỷ XVII ở Singelgracht - Amsterdam (di sản văn hóa), Hà Lan (Seventeenth-century canal ring area of Amsterdam inside the Singelgracht - Amsterdam, Netherlands)
14. Quận At-Turaif tại thành phố Dir'iyah (di sản văn hóa), Ả Rập Xê Út (At-Turaif District in ad-Dir'iyah, Ả Rập Xê Út)
15. El Camino Real de Tierra Adentro (di sản văn hóa), México (Camino Real de Tierra Adentro, México)
16. Quảng trường São Francisco ở thị trấn São Cristovão (di sản văn hóa), Brasil
17. Mộ của Sheikh Safi và những lăng mộ xung quanh (di sản văn hóa), Iran (Sheikh Safi al-Din Khānegāh and Shrine Ensemble, Iran)
18. Khu phố cổ ở Sarazm (di sản văn hóa), Tajikistan (Proto-urban site of Sarazm, Tajikistan)
19. Cao nguyên Putorana (di sản thiên nhiên), Nga (Putorana Plateau, Russia)
20. Cao nguyên Trung tâm (di sản thiên nhiên), Sri Lanka (Sri Lanka's Central Highlands)
21. Núi Đan Hạ (di sản thiên nhiên), Trung Quốc (Mount Danxia, China)

## Thư viện ảnh

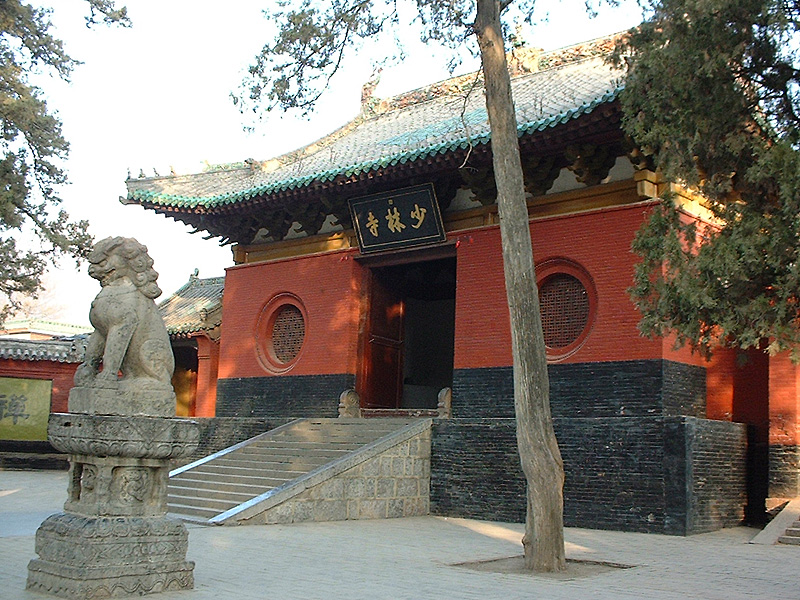
Các công trình lịch sử tại Đăng Phong
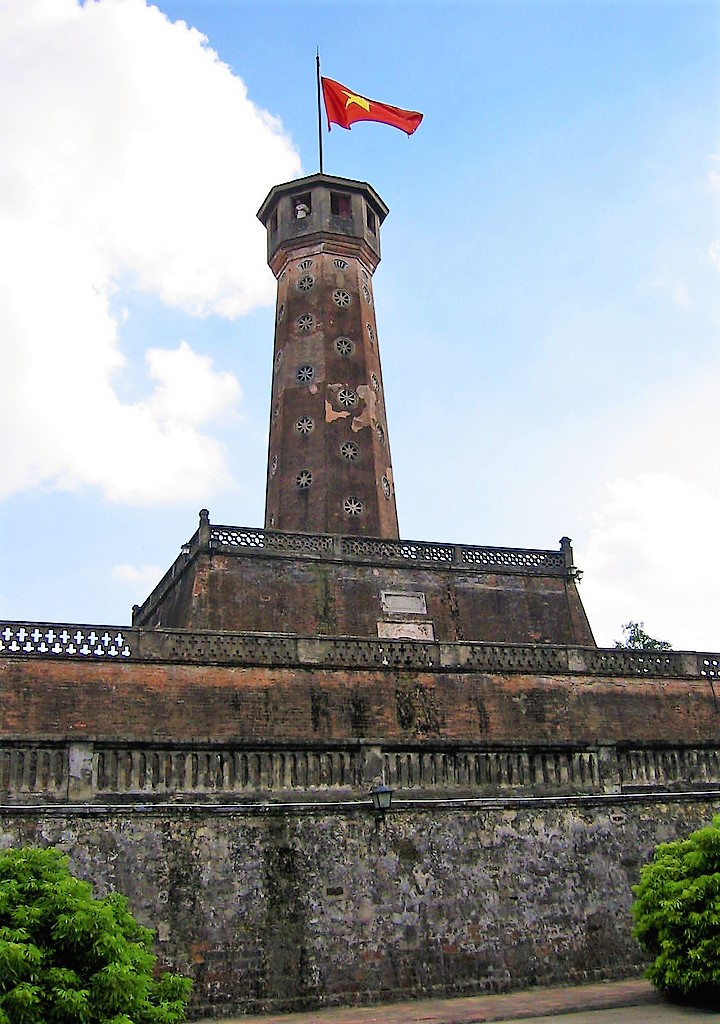
Hoàng thành Thăng Long
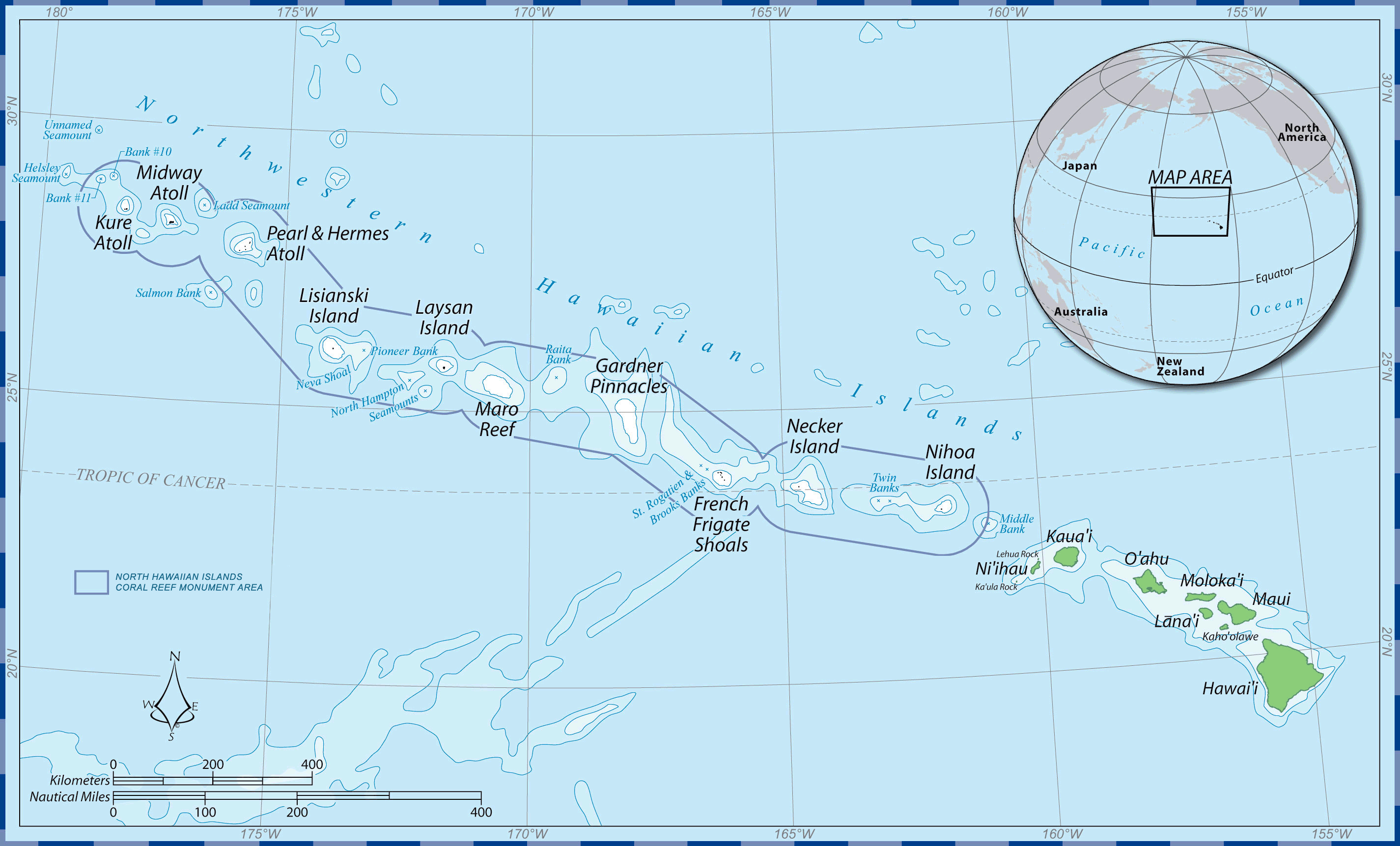
Đài tưởng niệm Quốc gia Papahānaumokuākea
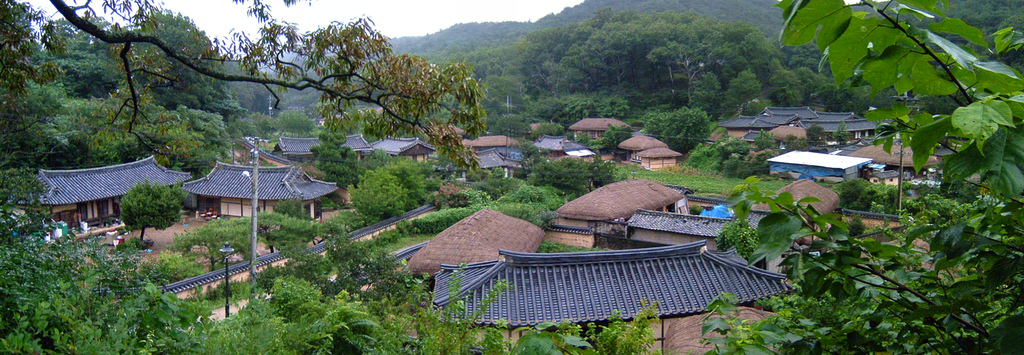
Hai ngôi làng lịch sử Yangdong và Hahoe
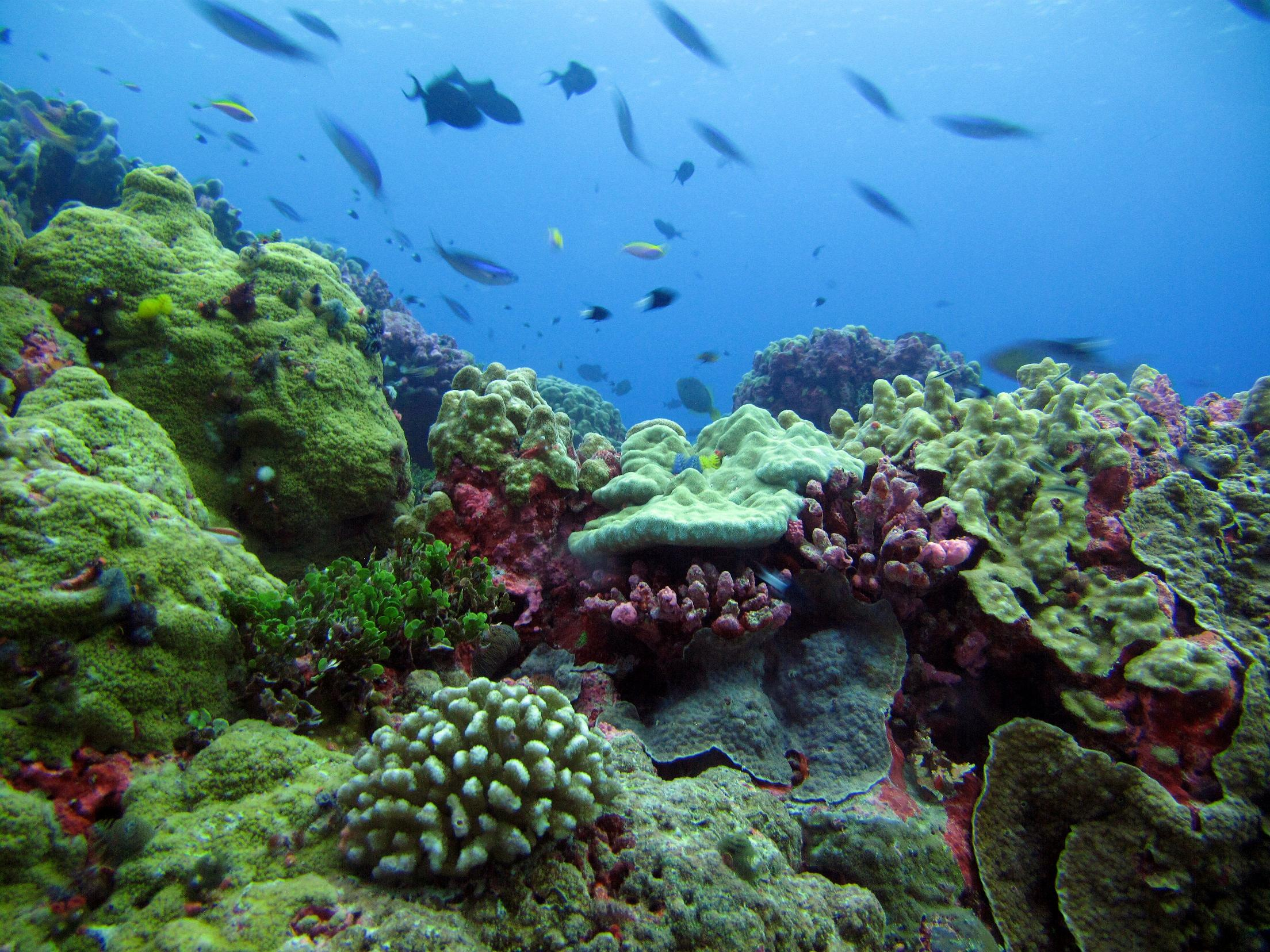
Khu vực bảo tồn quần đảo Phượng Hoàng
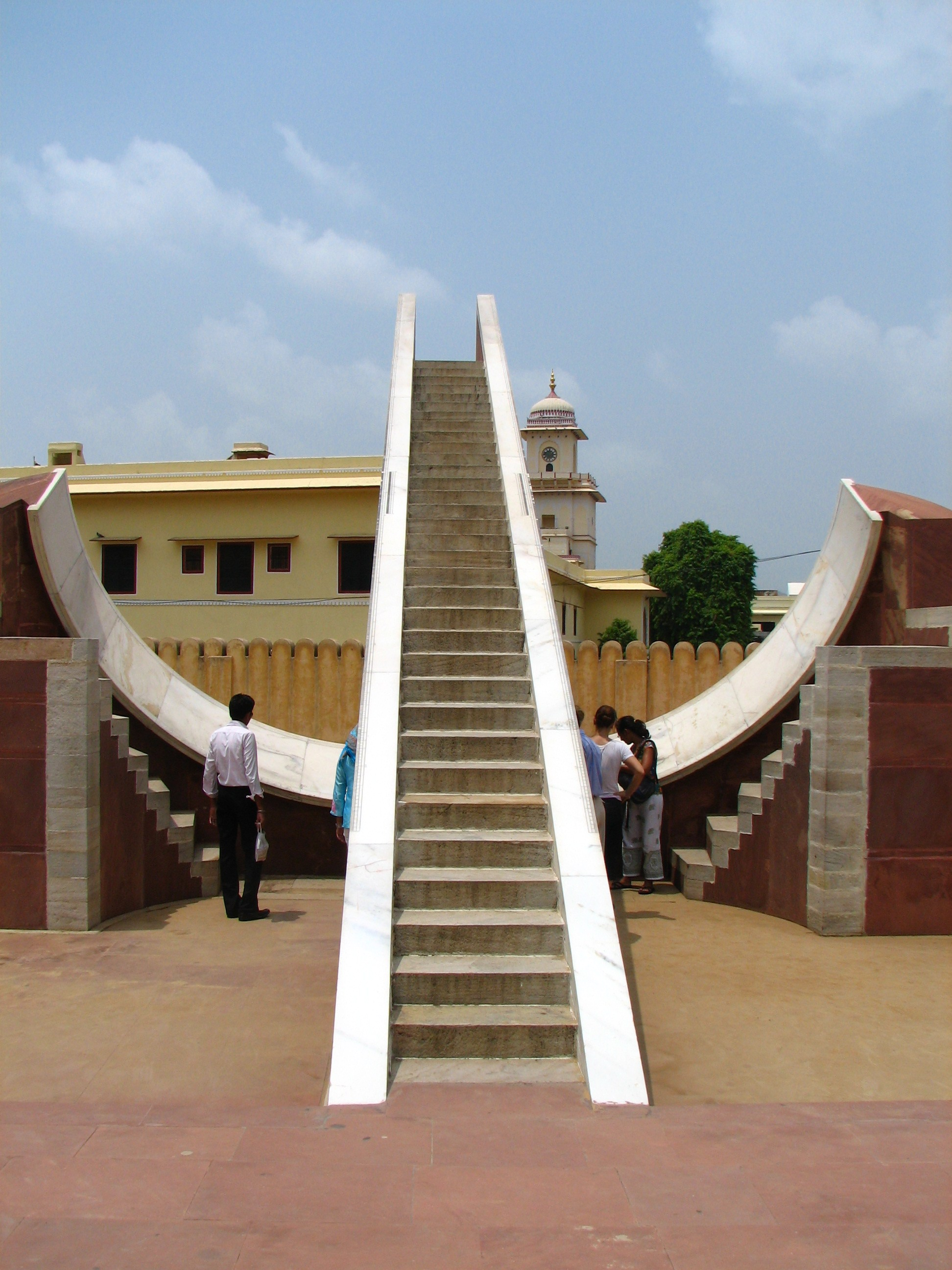
Đài thiên văn Jantar Mantar
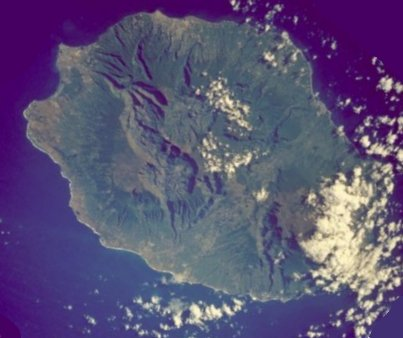
Những đỉnh núi và những đài vòng của hòn đảo Réunion
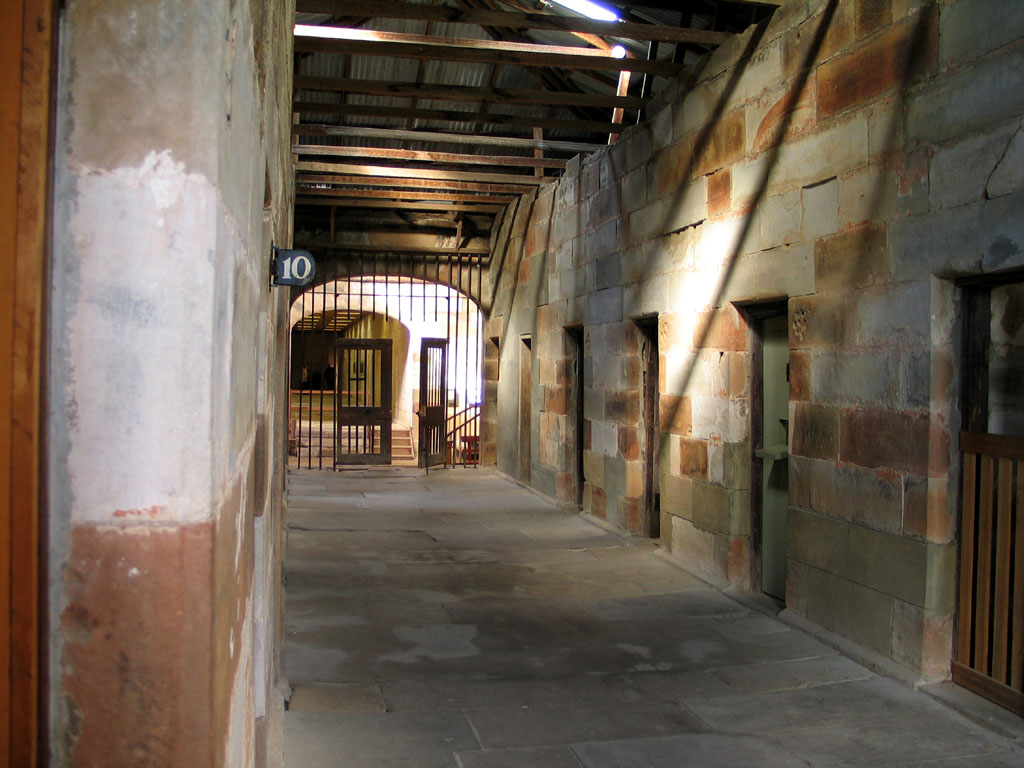
Một loạt các nhà tù ở Australia được Anh xây vào khoảng thế kỷ XVIII-XIX
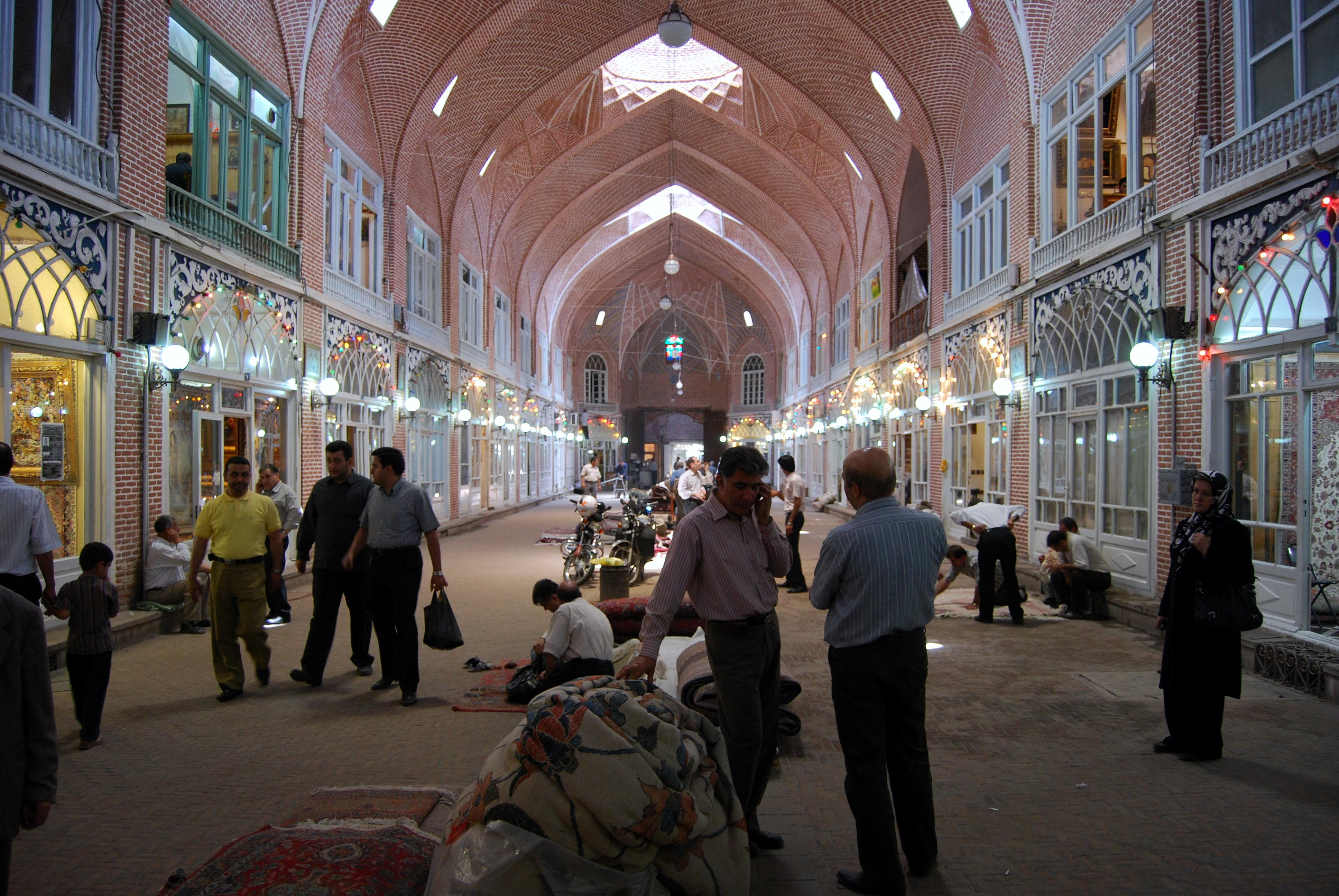
Chợ Tabriz
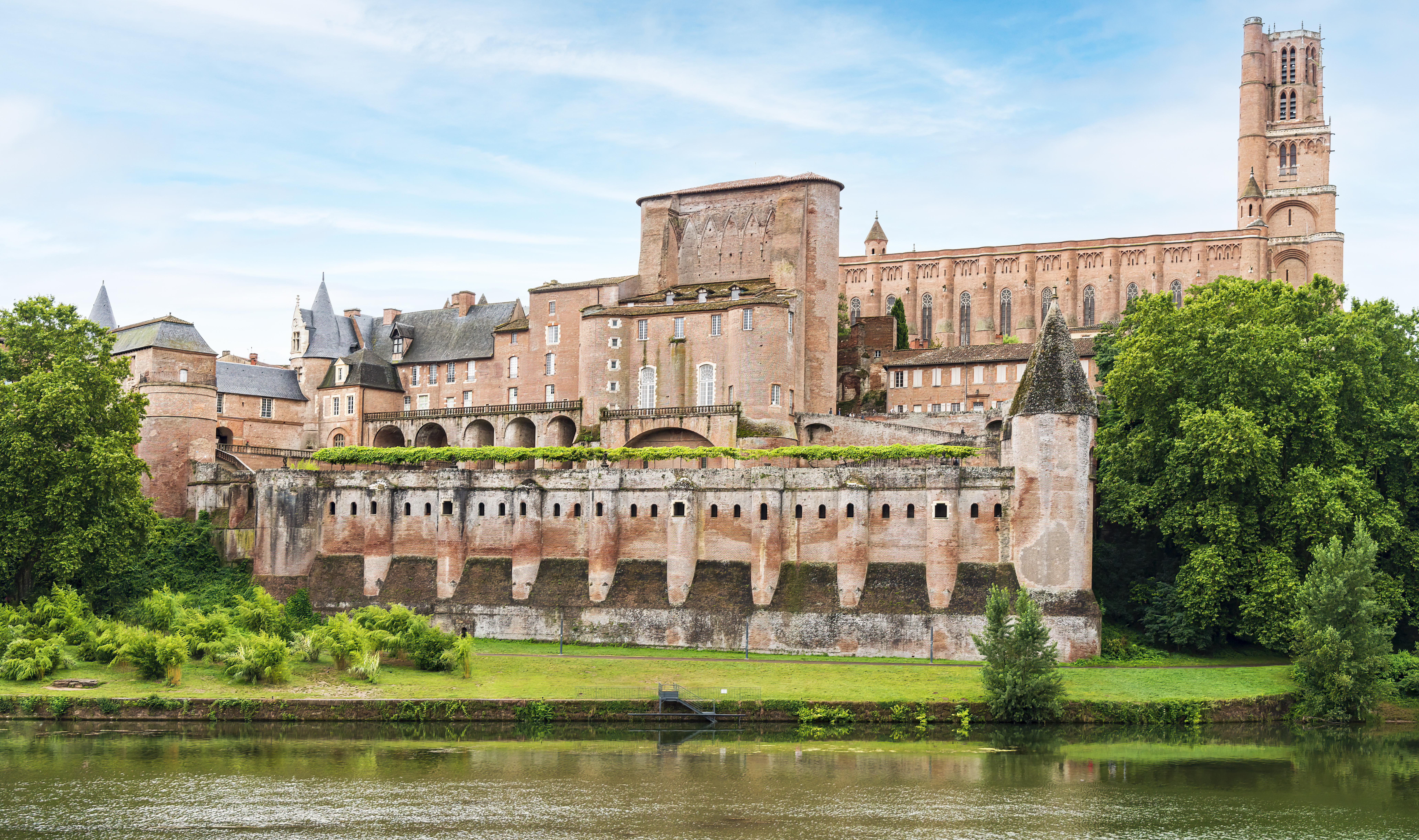
Thành phố theo đạo Tin lành của Albi
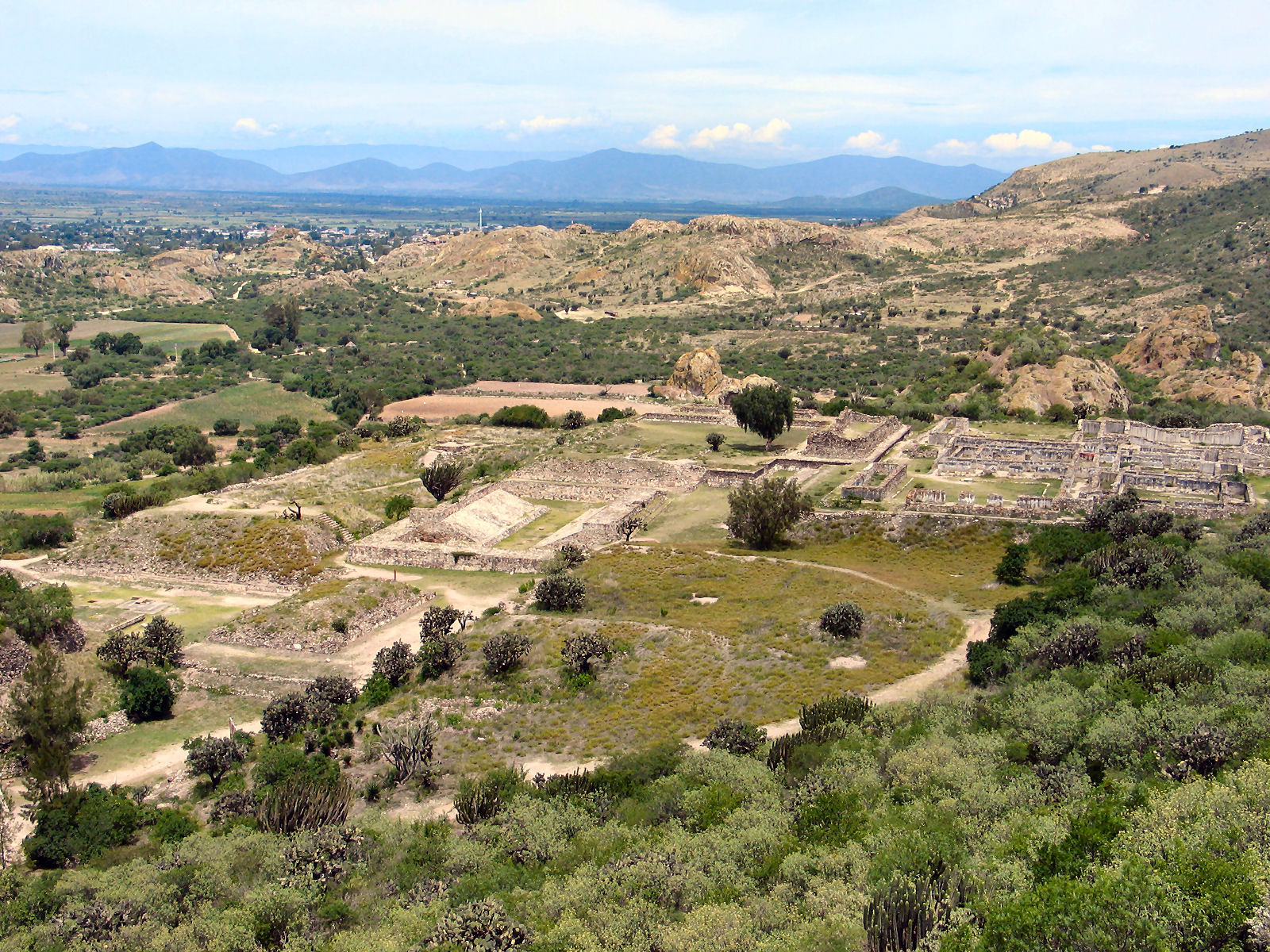
Những hang động tiền sử của Yagul và Mitla ở Thung lũng Trung tâm Oaxaca
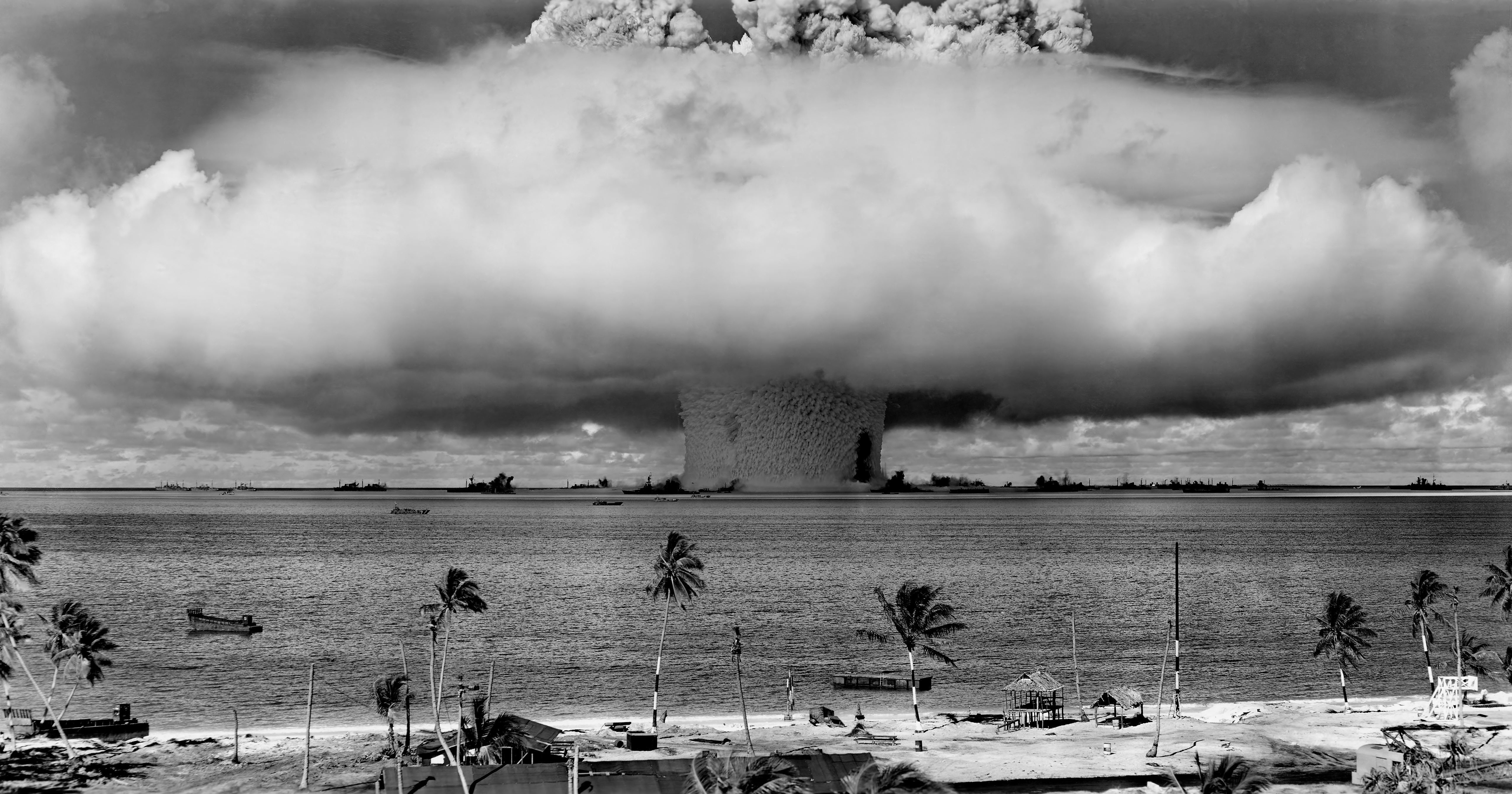
Khu thử nghiệm hạt nhân trên Đảo san hô vòng Bikini
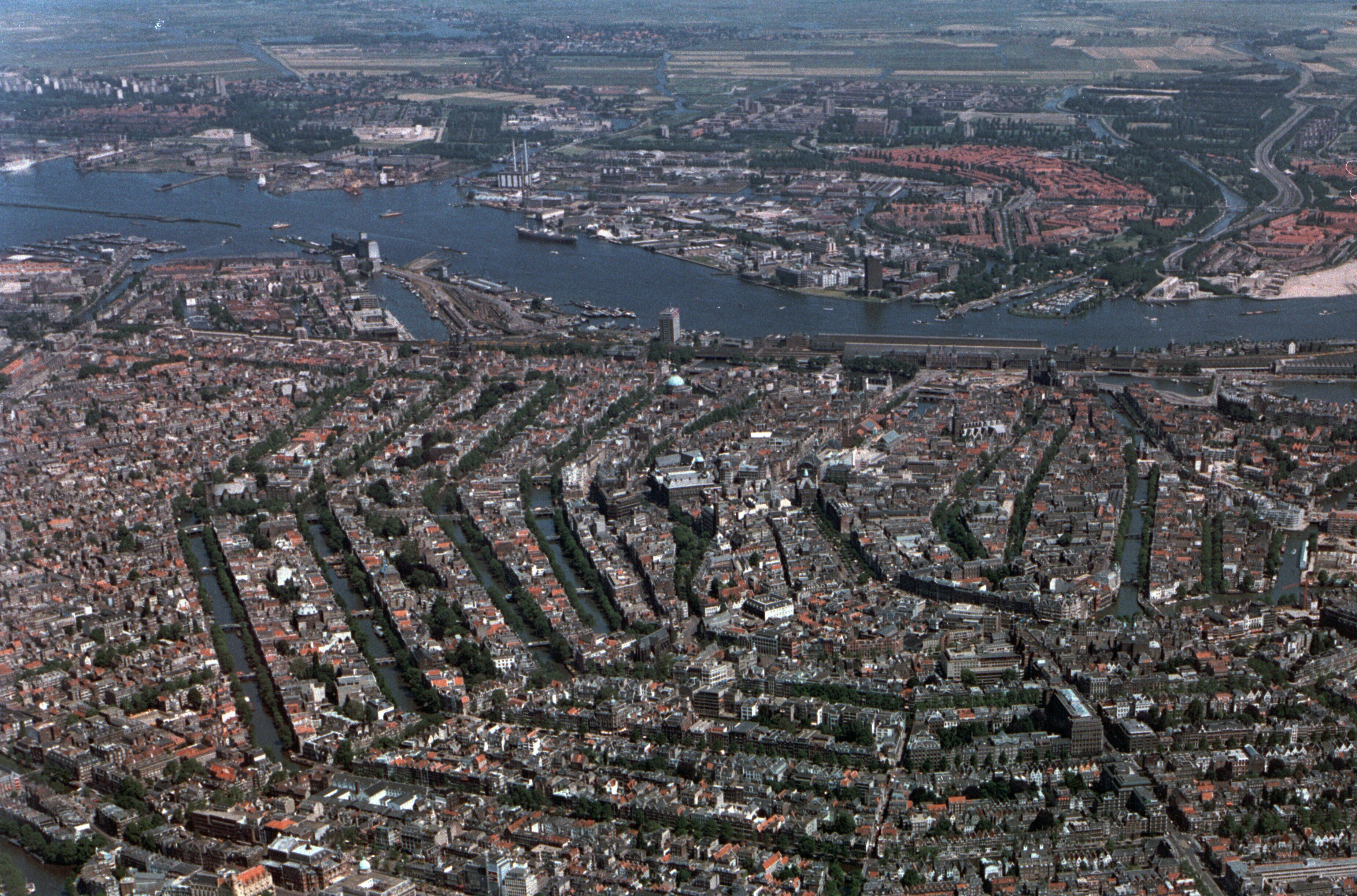
Những kênh đào được đào khoảng thế kỷ XVII ở Singelgracht - Amsterdam
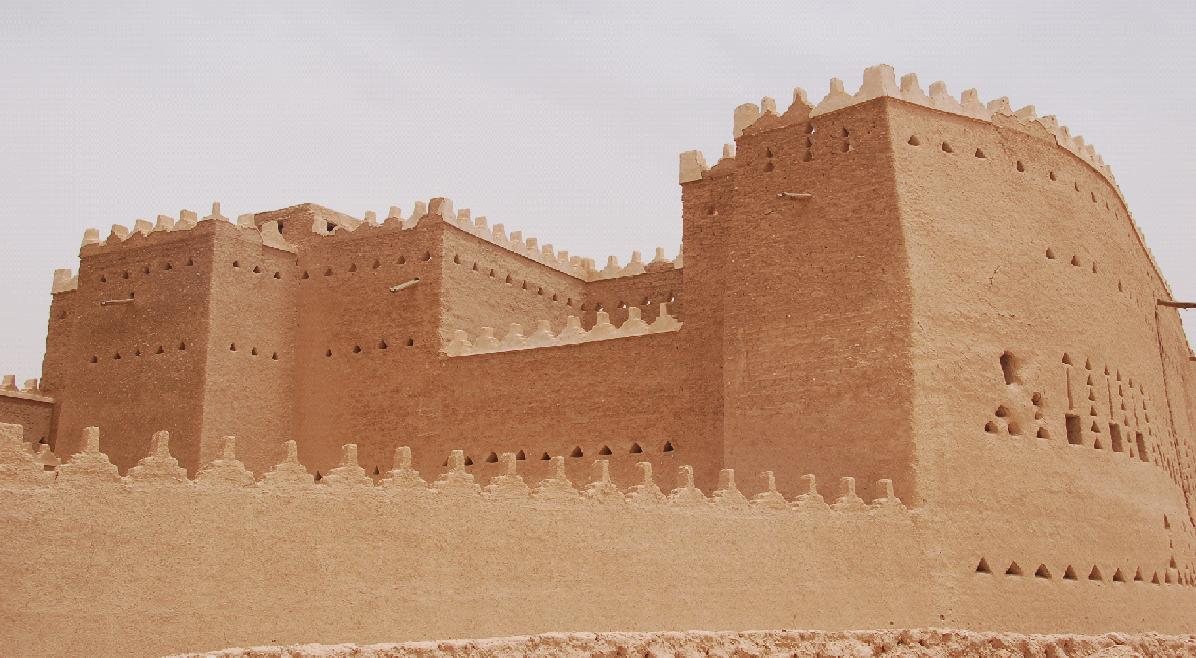
Quận At-Turaif tại ad-Dir'iyah
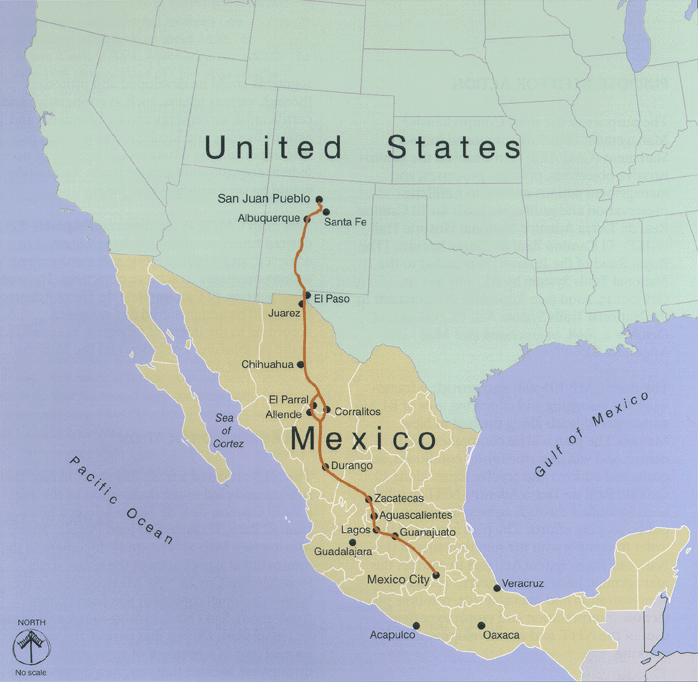
El Camino Real de Tierra Adentro
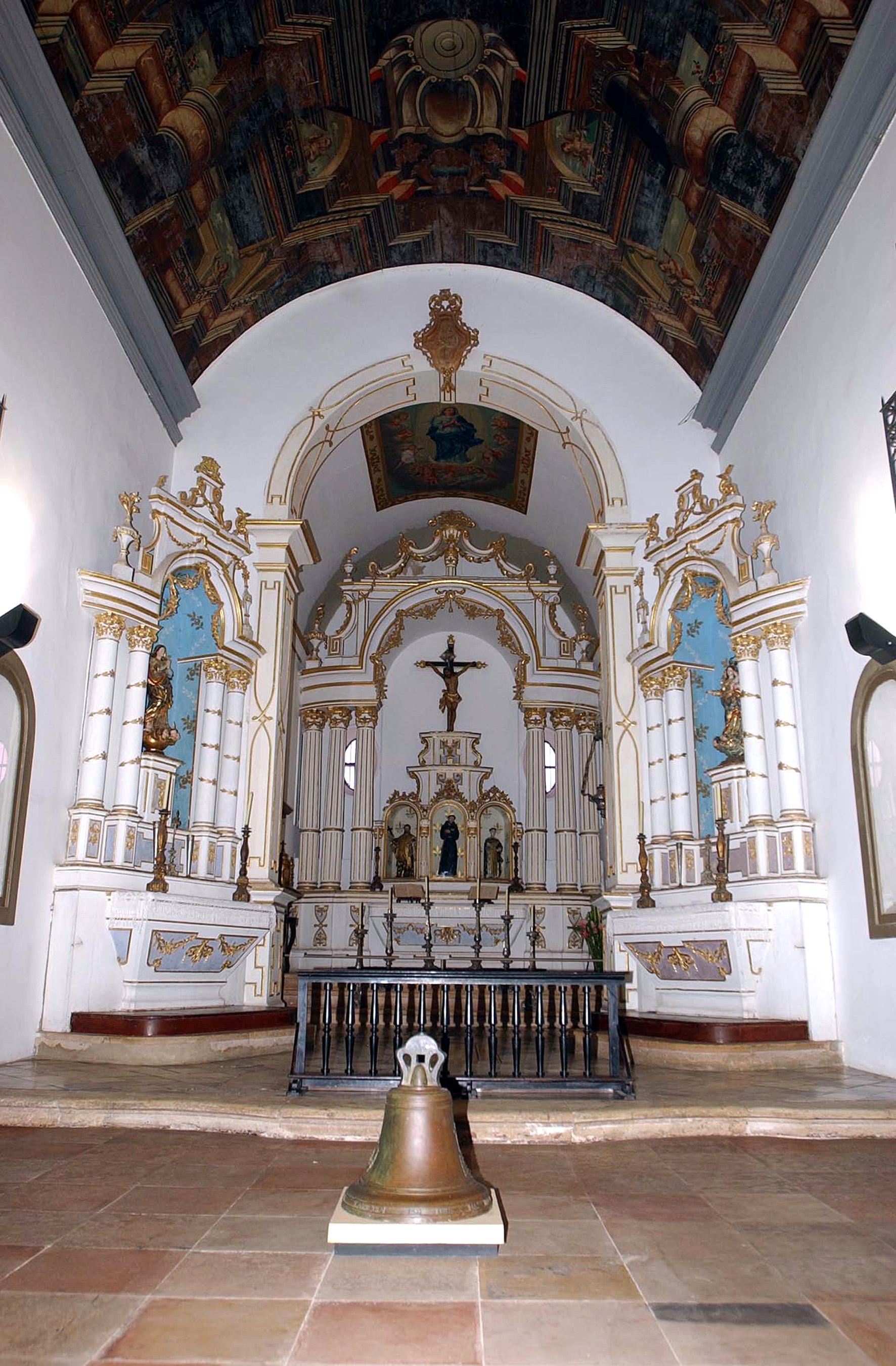
Quảng trường São Francisco ở thị trấn São Cristovão, Brazil
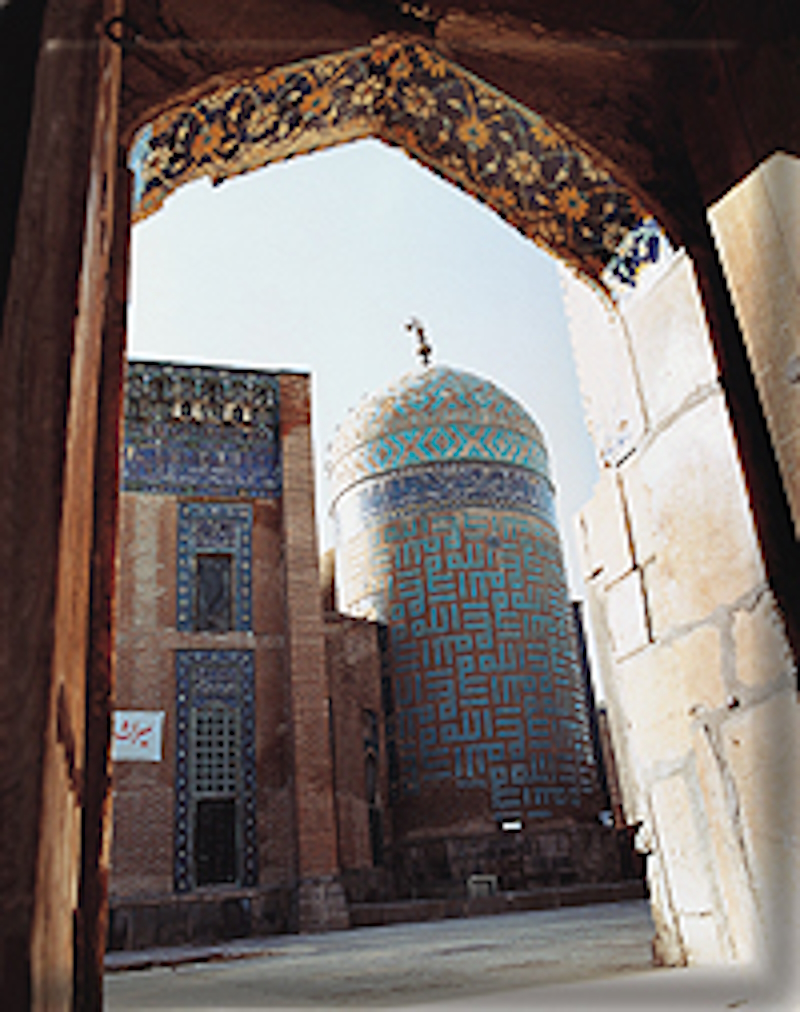
Mộ của Sheikh Safi và những lăng mộ xung quanh
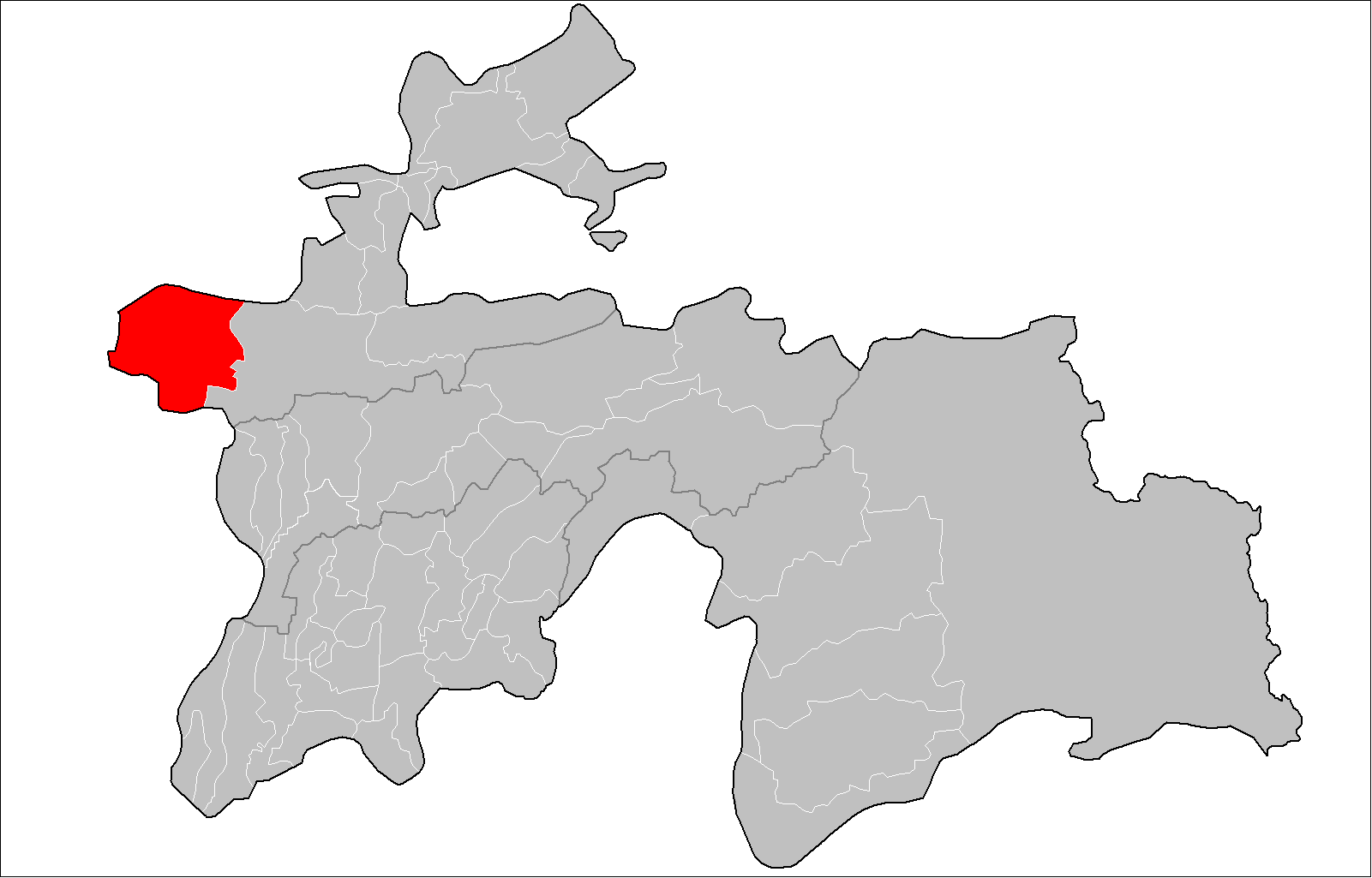
Bản đồ Quận Panjakent, nơi có Sarazm và Khu phố cổ ở Sarazm
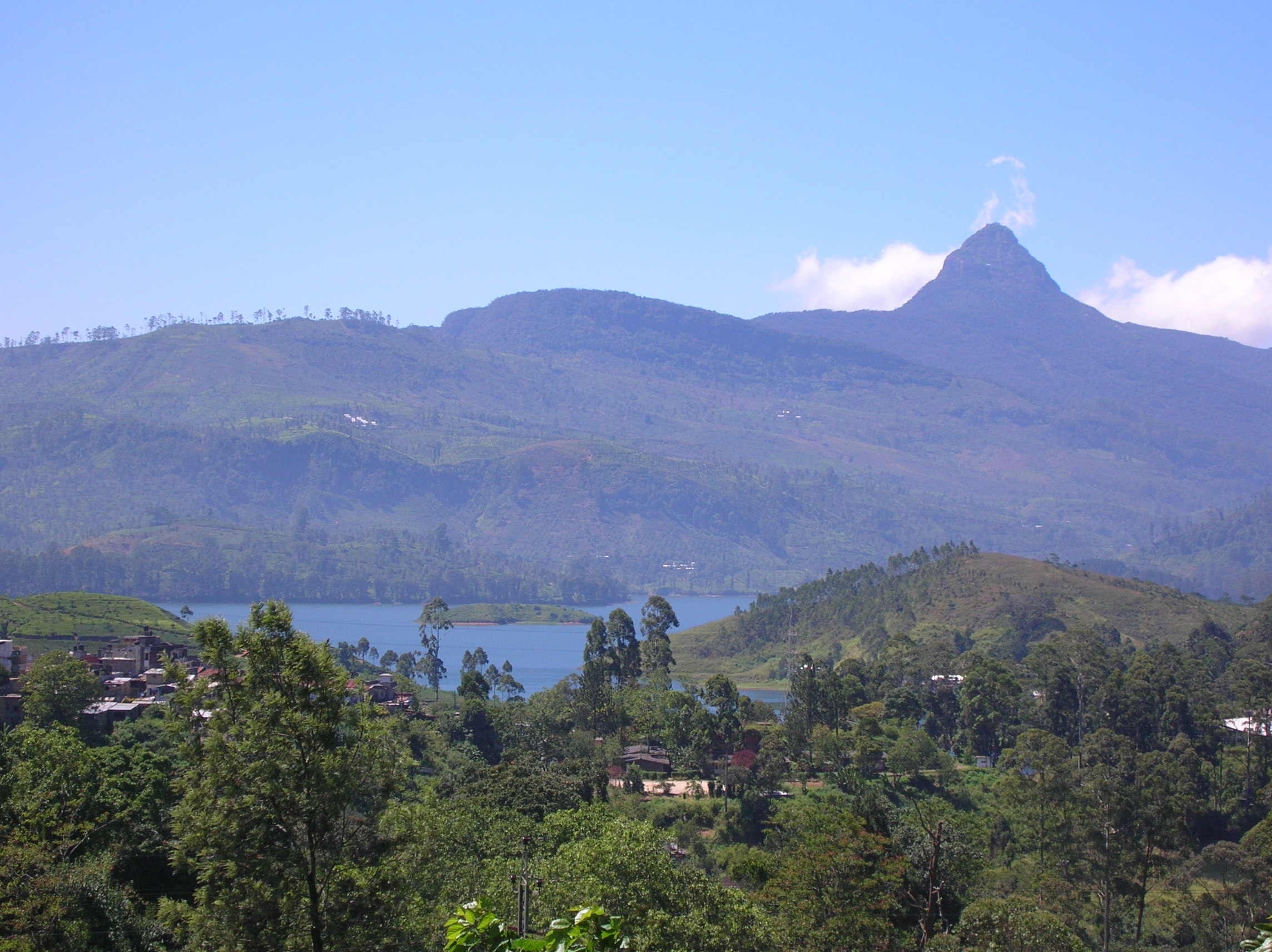
Cao nguyên Trung tâm Sri Lanka
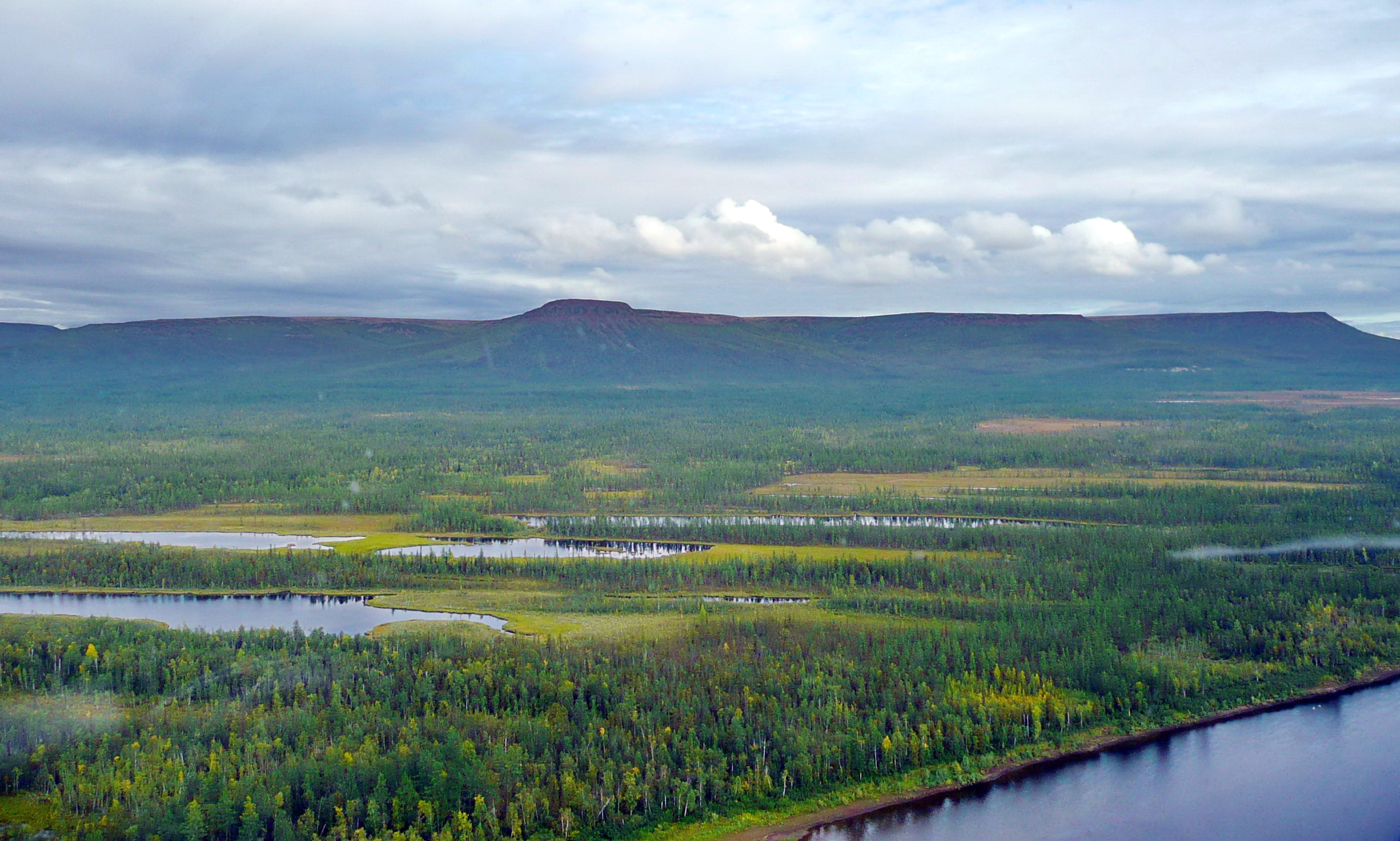
Cao nguyên Putorana
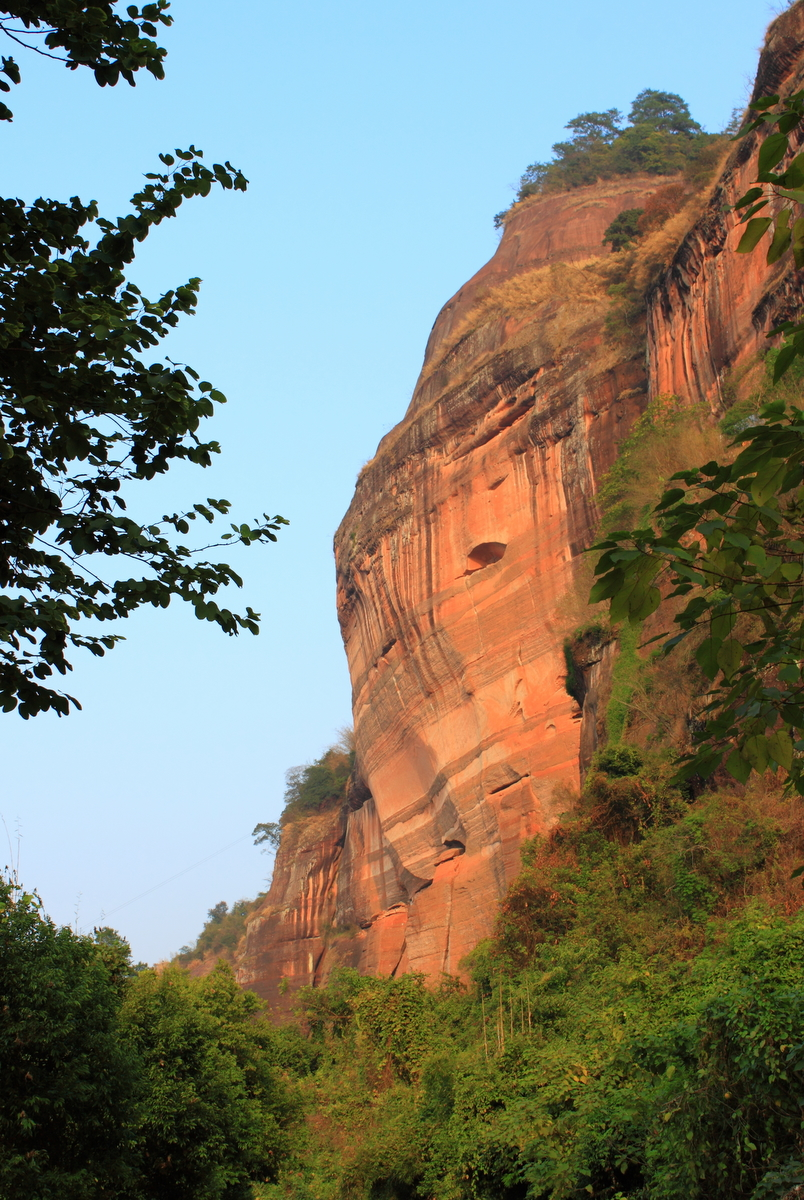
Núi Đan Hạ